# Sundvik, Österåkers kommun
Sundvik är en ort, tillika gård på ön Ljusterö i Stockholms norra skärgård, mellan byarna Åsättra och Nolvik. 
Vid SCB's småortsavgränsning 2015 avgränsades här första gången en småort. Vid avgränsningen 2020 klassades bebyggelsen som en del av tätorten Nolsjö och Mellansjö
På orten har det sedan många generationer tillbaka bedrivits jordbruk, skogsbruk, fiske, spedition och liknande. Orten har successivt blivit mer och mer populär som semesterort, precis som resten av ön Ljusterö.
Byn som omfattar 1 mantal skatte, genomgick storskifte 1818, och laga skifte 1852.